# Spalatinhaus

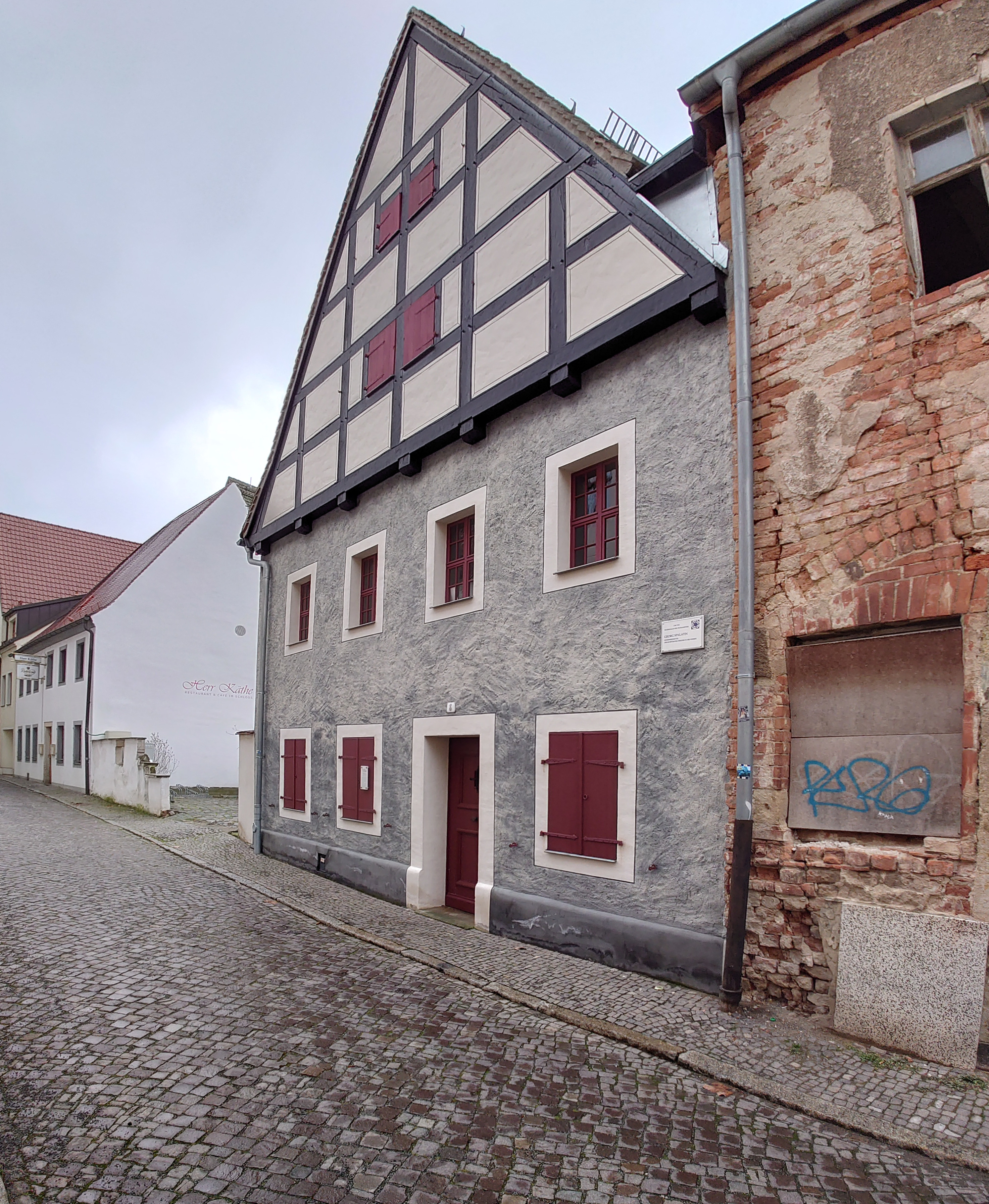
Torgau, Spalatinhaus

Das Spalatinhaus ist ein historisches Gebäude in Torgau in Sachsen.
Es wurde in den Jahren 1492 bis 1494 erbaut und diente als Priesterhaus. 1523 wurde es von Kurfürst Friedrich dem Weisen von Sachsen an seinen Hofkaplan Georg Spalatin übertragen. In der Folgezeit war es ein bedeutender Treffpunkt deutscher Humanisten. Zu seinen Besuchern gehörte auch Martin Luther. Das Gebäude gilt als eine Keimzelle der Reformation in Sachsen.
Zur 500-Jahr-Feier der Reformation 2017 wurde das Gebäude umfassend saniert und der Öffentlichkeit als Museum zugänglich gemacht. Die Ausstellung „Klang und Glaube“ dokumentiert das Zusammenspiel von Musik und Reformation.
Das Obergeschoss mit der Priesterstube ist dem Leben und Werk Spalatins gewidmet, während im Erdgeschoss Zeugnisse aus dem Leben des Torgauer Komponisten der Reformation Johann Walter (1496–1570) präsentiert werden.